# Заборня (Глоговський повіт)
Заборня (пол. Zabornia, нім. Sabor) — село в Польщі, у гміні Глогув Глоговського повіту Нижньосілезького воєводства. Населення — 66 осіб (2011).
У 1975-1998 роках село належало до Легницького воєводства.

## Демографія
Демографічна структура станом на 31 березня 2011 року:
|          | Загалом | Допрацездатний вік | Працездатний вік | Постпрацездатний вік |
| -------- | ------- | ------------------ | ---------------- | -------------------- |
| Чоловіки | 26      | 1                  | 22               | 3                    |
| Жінки    | 40      | 12                 | 23               | 5                    |
| Разом    | 66      | 13                 | 45               | 8                    |